# Onthophagus boranus
Onthophagus boranus är en skalbaggsart som beskrevs av Raffaello Gestro 1895. Onthophagus boranus ingår i släktet Onthophagus och familjen bladhorningar. Inga underarter finns listade i Catalogue of Life.